# Arto Records
Pour les articles homonymes, voir Arto (homonymie).
Arto Records est un label discographique américain de blues, anciennement basé à Orange, dans le New Jersey, actif entre 1920 et 1923. 

## Histoire
Arto Records est créée à Orange, dans le New Jersey par George Howlett Davis. Cet homme d'affaires ne crée pas la compagnie phonographique à partir de rien puisqu'il possédait déjà « Arto Piano Rolls », une entreprise qui fabriquait des rouleaux pour les pianos mécaniques. Le label a produit des disques de Lucille Hegamin et des Original Memphis Five.
Arto a publié une série Black Label de musique populaire comprenant des artistes tels que The California Ramblers et Vernon Dalhart, ainsi qu'une série Red Label de musique classique et ethnique comprenant le Peerless Quartet et Fred Van Eps.
Arto presse des bandes masters pour d'autres labels, dont Nordskog Records pour le groupe de Kid Ory, le premier groupe noir de La Nouvelle-Orléans à être enregistré, et Bell Records, la société sœur d'Arto. Le label a acquis des licences pour les masters d'autres sociétés, en particulier pour les publier sur la série Red Label.